# Astana (wielerploeg)/2008
Deze pagina geeft een overzicht van de wielerploeg Astana in 2008.
| Naam              | Geboortedatum | Nationaliteit    | Ploeg 2007        |
| ----------------- | ------------- | ---------------- | ----------------- |
| Assan Bazayev     | 22-02-1981    | Kazachstan       |                   |
| Janez Brajkovič   | 18-12-1983    | Slovenië         | Discovery Channel |
| Antonio Colom     | 11-05-1978    | Spanje           |                   |
| Alberto Contador  | 06-12-1982    | Spanje           | Discovery Channel |
| Thomas Frei       | 19-01-1985    | Zwitserland      |                   |
| Vladimir Goesev   | 04-07-1982    | Rusland          | Discovery Channel |
| René Haselbacher  | 15-09-1977    | Oostenrijk       |                   |
| Chris Horner      | 23-10-1971    | Verenigde Staten | Predictor-Lotto   |
| Maksim Iglinski   | 18-04-1981    | Kazachstan       |                   |
| Sergej Ivanov     | 05-03-1975    | Rusland          |                   |
| Sergej Jakovlev   | 21-04-1976    | Kazachstan       |                   |
| Benoît Joachim    | 14-01-1976    | Luxemburg        |                   |
| Aaron Kemps       | 10-09-1983    | Australië        |                   |
| Roman Kireyev     | 14-02-1987    | Kazachstan       | beloften          |
| Andreas Klöden    | 22-06-1975    | Duitsland        |                   |
| Koen de Kort      | 08-09-1982    | Nederland        |                   |
| Berik Kupeshov    | 30-01-1987    | Kazachstan       | beloften          |
| Levi Leipheimer   | 24-10-1973    | Verenigde Staten | Discovery Channel |
| Julien Mazet      | 19-03-1983    | Frankrijk        |                   |
| Andrej Mizoerov   | 16-03-1973    | Kazachstan       |                   |
| Steve Morabito    | 30-01-1983    | Zwitserland      |                   |
| Dmitri Moeravjev  | 02-11-1979    | Kazachstan       |                   |
| Daniel Navarro    | 08-07-1983    | Spanje           |                   |
| Benjamín Noval    | 23-01-1979    | Spanje           | Discovery Channel |
| Sérgio Paulinho   | 26-03-1980    | Portugal         | Discovery Channel |
| Grégory Rast      | 17-01-1980    | Zwitserland      |                   |
| José Luis Rubiera | 27-01-1973    | Spanje           | Discovery Channel |
| Michael Schär     | 29-05-1986    | Zwitserland      |                   |
| Tomas Vaitkus     | 04-02-1982    | Litouwen         | Discovery Channel |
| Andrey Zeits      | 14-12-1986    | Kazachstan       | beloften          |

2005 · 2006 · 2007 · 2008 · 2009 · 2010 · 2011 · 2012 · 2013 · 2014 · 2015 · 2016 · 2017 · 2018 · 2019 · 2020 · 2021 · 2022 · 2023 · 2024 · 2025
AG2R-La Mondiale · Astana · Bouygues Télécom · Caisse d'Epargne · Cofidis, Le Crédit par Téléphone · Team Columbia · Crédit Agricole · Team CSC · Euskaltel-Euskadi · La Française des Jeux · Team Gerolsteiner · Lampre-Fondital · Liquigas-Bianchi · Team Milram · Silence-Lotto · Quick·Step-Innergetic · Rabobank · Saunier Duval-Scott